# 文化外国语专门学校

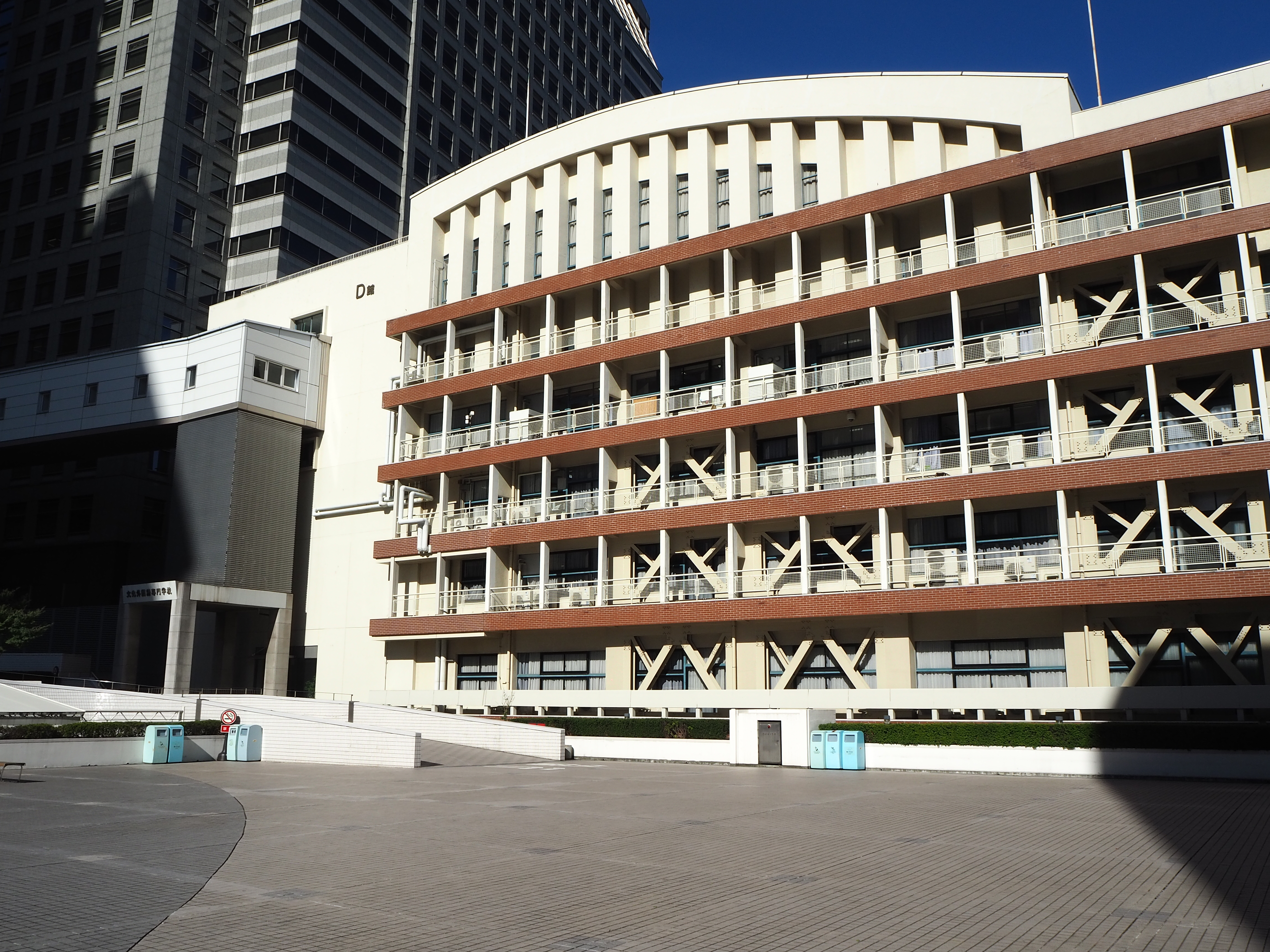
校舍

文化外国语专门学校（BUNKA INSTITUTE OF LANGUAGE），是一所位于日本东京都涩谷区代代木3-22-1的专门学校，由学校法人文化学园运营。创立于1980年。同校园内设有文化学园大学、文化时尚研究生院与文化服装学院。

## 历史
- 1919年　开设「並木婦人子供服裁縫店」「婦人子供服裁縫教授所」[1]
- 1922年　开设「文化裁缝学院」
- 1964年　「文化女子大学」开校。「文化女子短期大学」改编为「短期大学部」
- 1973年　法人名改为「学校法人文化学园」
- 1980年　「文化外国语专门学校」开校。被东京都认定为日语教育的专门教育机构[2]
- 2006年　「文化时尚研究生院」开校
- 2017年　日语教师专业获得日本文化厅认可[3][4]

## 开设专业
- 日语科（1年·1年6个月）
- 日语教师养成科（1年）
- 商务日语口译科（2年）[5]

## 特色
开发了《新文化日本语》等日语教材。